# شنتل

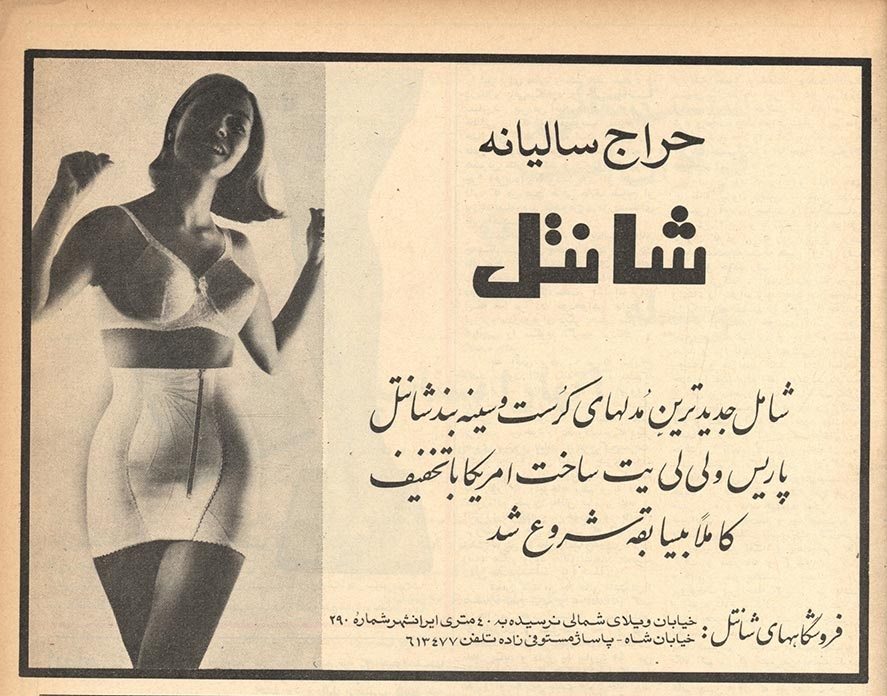
تبلیغ شنتل در مجله زن روز در سال ۱۹۷۱

شنتل (انگلیسی: Chantelle) شرکت پوشاک فرانسوی است، که در سال ۱۸۷۶ توسط فرانسیس آگوسته گامیچون تأسیس شد.